# Noe Venable
Pour les articles homonymes, voir Venable (homonymie).
Noe Venable (née le 20 avril 1976 à San Francisco) est une autrice-compositrice américaine de folk-pop.
En 2004, elle déménage pour Brooklyn, New York, puis pour Boston, Massachusetts où elle continue à composer et jouer avec Todd Sickafoose et Alan Lin.

## Discographie
Album produit par Todd Sickafoose.
Musiciens :
Noe Venable : voix guitare, mandoline, wurlitzer.
Todd Sickafoose : piano, claviers, basses, guitares, programmes.
Alan Lin : violon & effets.
Dan Morris : percussions.
Nels Cline : guitare électrique.
Photos : Patrick Roddie.
Album produit par Noe Venable et Todd Sickafoose
Musiciens :
Noe Venable : voix, guitare acoustique, piano, claviers.
Todd Sickafoose : basses, claviers, programmation, piano pour Prayer for Beauty, Ice Dragons, Sparrow I Will Fly, et Onion, One Day.
Dean Sharp : tambours, percussions.
Alan Lin : violon pour Lion Dreams, Sparrow I Will Fly, Flower in Time, Fangs of Discipline.
Jacob Lawson : violon pour Into the Wild, Ambassador.
Adam Levy : guitare électrique, guitare acoustique pour Lion Dreams.
Payton MacDonald : marimba.
Russ Johnson : trompette.
Justin Kantor : violoncelle.
Duncan Neilson : claviers additionnels pour Prayer For Beauty.
Ken Rich : programmation additionnelle pour Into the Wild, basse pour Prayer For Beauty.
Les Crickets de Saint Dorothy : eux-mêmes.
Artwork : Rachel Salomon.
Album design : Liz Gill Neilson.
Photos : Eric Metzgar.